# Isabelle Zutter
Isabelle Zutter, nacida en 1962, es una pintora francesa especializada en el bodegón.

## Biografía
Isabelle Zutter obtuvo un bachillerato en Artes Plásticas y continuó sus estudios en una escuela de grafismo en París. Aprendió a pintar de manera autodidacta. Para practicar, ella reproduce cuadros de pintores de Montpellier como Bazille o Cabanel.
En 2010, conoció a François Legrand, Eric Bari y Christoff Debusschere iniciados por Philippe Lejeune. Estos encuentros han marcado una curva en su cantera. Estos pintores permitió a Isabelle Zutter evolucionar y dar una nueva dimensión a su arte con nuevas formas, color y luz.
Se inspira del sur de Francia y de objetos antiguos como objetos encontrados en rastros.

## Estilo e inspiraciones
Isabelle Zutter pinta el sur de Francia con feminidad y autenticidad. La luz y los contrastes son elementos importantes en su pintura. Utiliza la técnica de pintura al óleo. Es un universo colorado y feliz que ilustra escenas de vida como una copa en la terraza o una cena fuera. Le gusta pintar también objetos que cuentan una historia o objetos estropeados. Estaba caminando en un mercado de pulgas que tenía la idea de pintar escenas de venta de artículos usados. Sus pinturas cuentan una historia y reflejan su estado de ánimo. Le gusta mucho pintar botellas de vino y sus cuellos.

Exposiciones y talleres
Isabelle Zutter ha participado en muchas exposiciones, en salones y subastas entre 1987 y hoy que le han permitido ser reconocida como artista. Desde 2007 hasta 2018, participó en el salón “Vivre côté sud”, que pasó en la ciudad de Aix en Provence, en el sur de Francia. Participó también en otras exposiciones en el sur de Francia como en SOULEIL Galería en Montpellier o en Galería Fulcrand en Saint-Tropez. En 2016, tuvo su propia exposición en la Galería Zonzon.
Organiza talleres y sesiones de puertas abiertas en cuyos abre las puertas de su estudio para hacer descubrir a los amateurs su universo. Hace prácticas en las que las personas pueden iniciarse o perfeccionarse en la pintura. Durante 5 días, las personas aprenden las bases y etapas para la concepción de un cuadro.

## Obras
Algunos ejemplos de las pinturas de Isabelle Zutter :
2008
- Serie Pétanque, pintura al óleo, 20x20 cm y 100x100 cm
- Pommes de pin, pintura al óleo, 150x50 cm y 100x100 cm
- Serie Les goulots, pintura al óleo, 80x80 cm, 30x90 cm, 40x40 cm y 30x30 cm
- Syphons multicolores, pintura al óleo, 100x100
- Les copines, pintura al óleo, 30x30 cm
- Le picnic, pintura al óleo
- Fleurs, pintura al óleo, 50x50 cm
- Les syphons bleus, pintura al óleo, 80x80 cm
- Artichaut, pintura al óleo, 33x24 cm
- Cactus, pintura al óleo, 150x50 cm
- Coupe de fleurs, pintura al óleo, 116x89 cm

2009
- En passant, pintura al óleo, 20x40 cm
- Grenade, pintura al óleo, 120x40 cm (x2)
- Iris, pintura al óleo, 116x81 cm
- Les Parasols, pintura al óleo, 50x50 cm
- Figues de Barbarie, pintura al óleo, 100x100 cm
- Table d’été, pintura al óleo, 90x90 cm

2010
- Ambiance d'Été, pintura al óleo, 30x30 cm
- Brocante, pintura al óleo, 30x30 cm
- La porte bleue, pintura al óleo, 46x38 cm

2011
- Les citrons, pintura al óleo, 100x100 cm
- Le saladier bleu, pintura al óleo, 90x90 cm
- Sous la tonnelle, pintura al óleo, 97x130 cm
- La pause, pintura al óleo, 60x120 cm
- L'étal du fleuriste - diptyque, pintura al óleo, 2x(50x100 cm)
- La table bleue, pintura al óleo, 80x80 cm
- Véro, pintura al óleo, 81x65 cm
- Invitation à la sieste!, pintura al óleo, 120x80 cm

2012
- Bric à brac aux bouteilles, pintura al óleo, 116x89 cm
- La console, pintura al óleo, 150x50 cm
- Pivoines, pintura al óleo, 60x80 cm
- Brocante-2, pintura al óleo, 146x97 cm
- Table d’été, pintura al óleo, 80x80 cm
- Le piano, pintura al óleo, 30x30 cm
- A la plage, pintura al óleo, 50x50 cm

2013
- Saladier de citrons, pintura al óleo, 80x80 cm
- Le bar des Bains, pintura al óleo, 100x80 cm
- Le Salon, pintura al óleo, 50x50 cm
- Hortensia et brocante, pintura al óleo, 150x150 cm
- Primagaz, pintura al óleo, 150x50 cm
- Club 55, pintura al óleo, 90x90 cm
- Lea endormie, pintura al óleo, 50x70 cm
- Ambiance d’été, pintura al óleo, 100x80 cm

2014
- Terrasse rouge, pintura al óleo, 65x54 cm
- Les oursins, pintura al óleo, 90x90 cm
- Le hamac, pintura al óleo, 70x50 cm
- La salle de bain-2, pintura al óleo, 46x38 cm
- Sieste d’été, pintura al óleo, 70x50 cm
- La librairie, pintura al óleo, 130x97 cm
- La robe noire, pintura al óleo, 46x38 cm
- Grenier, pintura al óleo, 38x46 cm

2015
- Transat à cassis, pintura al óleo, 116x81 cm
- Objets inanimés-2, pintura al óleo, 150x50 cm
- Lecture, pintura al óleo, 46x38 cm
- La vitrine du brocanteur, pintura al óleo, 146x114 cm
- Le salon jaune, pintura al óleo, 130x97 cm
- Le petit dej, pintura al óleo, 50x50 cm
- La table au bouquet, pintura al óleo, 100x100 cm
- La converse, pintura al óleo, 65x54 cm
- Garance, pintura al óleo, 41x33 cm

2016
- A table, pintura al óleo, 81x65 cm
- La toilette, pintura al óleo, 61x38 cm
- Dans la cuisine, pintura al óleo, 100x100 cm
- Evasion, pintura al óleo, 100x81 cm
- La vue du village, pintura al óleo, 65x54 cm
- Le chat, pintura al óleo, 116x73 cm
- Petit dej en été, pintura al óleo, 116x73 cm
- Le vieux vélos, pintura al óleo, 130x97 cm

2017
- Lecture, pintura al óleo, 50x50 cm
- Picnic à la plage, pintura al óleo, 100x73 cm
- Nina au fauteuil, pintura al óleo, 41x33 cm
- Le zinc, pintura al óleo, 100x81 cm
- Le solex, pintura al óleo, 100x81 cm
- Dans le jardin, pintura al óleo, 130x89 cm
- Farniente, pintura al óleo, 100x81 cm
- Dans la véranda, pintura al óleo, 35x27 cm
- L’attente au Peyrou, pintura al óleo, 75x40 cm

2018
- Vue sur mer, pintura al óleo, 116x81 cm
- La jarre, pintura al óleo, 73x54 cm
- La terrasse aux citrons, pintura al óleo, 81x65 cm
- La serviette bleue, pintura al óleo, 100x100 cm
- La Caravelle, pintura al óleo, 80x80 cm
- Pause jardin, pintura al óleo, 20x20 cm
- La table du matin, pintura al óleo, 80x80 cm
- Le fauteuil rouge du jardin, pintura al óleo, 116x86 cm
- Cerisiers en fleurs, pintura al óleo, 100x65 cm
- Au matin, pintura al óleo, 73x60 cm
- A la plage, pintura al óleo, 35x27 cm

2019
- Apéro d’août, pintura al óleo, 100x81 cm
- Au mazet, pintura al óleo, 46x38 cm
- Déjeuner à la nappe bleue, pintura al óleo, 50x50 cm
- Le coin lounge…, pintura al óleo, 61x46 cm
- Grenadine, pintura al óleo, 30x30 cm
- Déjeuner d’été, pintura al óleo, 116x73 cm
- Le hamac, pintura al óleo, 116x89 cm
- Cuisine d’automne, pintura al óleo, 116x89 cm
- La chambre de L., pintura al óleo, 65x54 cm
- Oscar, pintura al óleo, 33x22 cm

2020
- Moment d’été, pintura al óleo, 35x24 cm
- Les roses d’été, pintura al óleo, 92x73 cm
- La table aux pastèques, pintura al óleo, 116x81 cm
- Déjeuner de ferrade, pintura al óleo, 35X24 cm
- Déjeuner dans les calanques, pintura al óleo, 116x89 cm
- Brocante et jouets anciens, pintura al óleo, 81x60 cm
- Déjeuner au bord de l’étang, pintura al óleo, 33x24 cm

2021
- Barques à la pointe courte, pintura al óleo, 116x89 cm
- Sur le canal, pintura al óleo, 60x60 cm
- Cabane de pêcheur, pintura al óleo, 65x50 cm
- Le chariot orange, pintura al óleo, 100x100 cm
- Chez Sylvain à Sète, pintura al óleo, 65x50 cm
- Le ponton, pintura al óleo, 20x60 cm
- Jeux de plage, pintura al óleo, 35x27 cm
- La fromagerie, pintura al óleo, 46x38 cm
- Préparatifs du déjeuner, pintura al óleo, 116x73 cm

## Recompensas
Isabelle Zutter obtuvo dos recompensas: 
Medalla de bronce en el Salón de Artistas franceses (2012)
Premio Universo de Artes al Salón de Artistas Franceses (2015)